# Andréi Sujovetski
Andréi Aleksándrovich Sujovetski (en ruso: Андрей Александрович Суховецкий; Unión Soviética, 25 de junio de 1974-Ucrania, 28 de febrero de 2022) fue un militar ruso, subcomandante del 41.º Ejército de Armas Combinadas, y anteriormente comandante general de la 7.ª División de Asalto Aéreo de la Guardia. Murió durante la invasión rusa de Ucrania de 2022 por el disparo de un francotirador ucraniano.

## Biografía
Se graduó de la Escuela Superior de Comando Aerotransportado de la Guardia de Ryazan en 1995, e inicialmente se desempeñó como comandante de pelotón antes de ascender gradualmente en las filas. The Independent lo describió como "paracaidista respetado". Sirvió en operaciones militares en el norte del Cáucaso y luchó en Abjasia durante la guerra ruso-georgiana de 2008. Posteriormente participó en la intervención militar rusa en la guerra civil siria y fue condecorado por su papel en la anexión de Crimea por Rusia en 2014. Desde aproximadamente 2018 hasta 2021 encabezó la 7.ª División de Asalto Aéreo de la Guardia.
Ascendido a mayor general, Sujovetski fue nombrado subcomandante del 41.º Ejército de Armas Combinadas en octubre de 2021. Con este cargo luchó en la invasión rusa de Ucrania de 2022, dirigiendo a las tropas Spetsnaz. Según fuentes ucranianas, Sujovetski murió en combate en Ucrania el 28 de febrero por el disparo de un francotirador ucraniano. Su muerte fue confirmada por primera vez en VKontakte por un diputado ruso. Posteriormente, Vladímir Putin también lamentó su fallecimiento en un discurso.